# Théorème de Yang-Landau
Le théorème de Yang-Landau est une règle de sélection en mécanique quantique qui impose qu'une particule massive de spin 1 ne peut pas se désintégrer en deux photons,.

## Implications pour la physique des particules
- le méson rho ne peut pas se désintégrer en deux photons
- le boson Z ne peut pas se désintégrer en deux photons
- le boson de Higgs se désintégrant en deux photons, il ne peut pas être de spin 1. Il est en effet de spin 0.